# Stružinec
Stružinec – gmina w Czechach, w powiecie Semily, w kraju libereckim. Według danych z dnia 1 stycznia 2014 liczyła 711 mieszkańców.